# Pourouma bolivarensis
Pourouma bolivarensis là loài thực vật có hoa trong họ Tầm ma. Loài này được C.C.Berg miêu tả khoa học đầu tiên năm 1982.